# Dinotrema captiosum
Dinotrema captiosum är en stekelart som beskrevs av Vladimir Ivanovich Tobias. Dinotrema captiosum ingår i släktet Dinotrema och familjen bracksteklar. Inga underarter finns listade i Catalogue of Life.